# Hemispeiridae
Famille
Synonymes
- Boveriidae

Les Hemispeiridae sont une famille de ciliés de la classe des Oligohymenophorea et de l'ordre des Scuticociliatida.

## Étymologie
Le nom de la famille vient du genre type Hemispeira, dérivé du grec ancien ἡμι- / imi-, « semi, demi », et de σπειρ / speir, « spirale », littéralement « semi spiralé », en référence à la « polycinétie fortement courbée située en région, buccale » que présente ce cilié.

## Description
Les Hemispeiridae ont une petite taille (< 80 µm). Leur forme est ovoïde, parfois allongée. Ils nagent librement, mais généralement sont attachés à un hôte. Leur ciliation somatique est holotriche (c. à d. homogène), mais réduite à un petit nombre de cinéties spiralées chez de nombreuses espèces, et devenant obliques et même presque horizontales chez certaines. Ils présentent une aire thigmotactique distincte ; des cinéties dorsales réduites enfermées dans un système sécant, très prononcé chez certains genres. Leur région buccale se situe dans le tiers postérieur du corps, avec une ciliature souvent réduite, avec au moins un polycinétie oral 2 allant d’une forme de crochet, à une forme fortement courbée, s'enroulant derrière le cytostome et, à leur extrémité, courbé jusqu'à bien au-delà de la moitié du tour du pôle postérieur. Leur macronoyau est globulaire à ellipsoïde. Micronoyau, et vacuole contractile sont présents. Le cytoprocte n’a pas été observé. Ils sont détritivores et, peut-être, bactérivores .

## Habitat
Les Hemispeiridae vivent en eau salée et douce comme commensaux dans les replis du manteau  des mollusques et sur le tégument de certains échinodermes ou dans les arcs respiratoires des échinodermes holothuries.

## Liste des genres
Selon GBIF (13 mai 2024) :
- Ancistrospira Chatton & Lwoff, 1926
- Fenchelia Raabe, 1970
- Hemispeira Fabre-Domergue, 1888 genre type
  - Espèce type : Hemispeira asteriasi Fabre-Domergue, 1888
- Hemispeiropsis
- Plagiospira Issel, 1903
- Proboveria Chatton & Lwoff, 1936
- Semiboveria Raabe, 1970

Selon Lynn (2010)
- Ancistrospira Chatton & Lwoff, 1926
- Boveria Stevens, 1901
- Cheissinia Chatton & Lwoff, 1949
- Hemispeira Fabre-Domergue, 1888
- Plagiospira Issel, 1903
- Proboveria Chatton & Lwoff, 1936
- Protospirella Aescht, 2001

## Systématique
Le nom valide de ce taxon est Hemispeiridae König, 1894.